# Obertalheim
Obertalheim è una frazione (Stadtteil) della città di Horb am Neckar, nel land del Baden-Württemberg, in Germania.

## Storia
Già comune autonomo, fu soppresso e incorporato a Horb am Neckar il 1º gennaio 1975.